# Пропавший без вести
Пропа́вший бе́з вести — юридический термин, определяющий положение человека, о местонахождении которого нет достоверной информации.
Международный день пропавших без вести людей проводится каждый год 30 августа. Международный день пропавших детей — дата, учреждённая по инициативе Европейской федерации по розыску пропавших и оказавшихся жертвами сексуальной эксплуатации детей — отмечается ежегодно 25 мая.

## Причины исчезновения
Пропавших без вести (кроме пропавших при вооружённых конфликтах, стихийных бедствиях, крушениях самолётов и судов) можно разделить на две группы: те, кто, предположительно, остались живыми, но не могут или не хотят сообщать информацию о своём местонахождении и те, кто, предположительно, погибли при обстоятельствах, затрудняющих или исключающих возможность обнаружения тела.
Случаи, при которых пропавшие лица могут оказаться живыми, но по ряду причин не могут или не хотят сообщать информацию о местонахождении или вообще идентифицировать себя:
- пожилые люди и лица с различными психическими заболеваниями (например, диссоциативная фуга) — часто не могут дать о себе необходимую информацию или даже вспомнить своё имя (пример: Бенджамин Кайл);
- лица, утратившие связь с родными (бездомные, бродяги, одинокие и т. п.);
- несовершеннолетние, как правило, из неблагополучных семей, из интернатов, детских домов, специальных школ для несовершеннолетних правонарушителей, которые сбегают в поисках приключений, часто в результате плохого обращения с ними — сознательно не выходят на связь и скрываются от правоохранительных органов;
- люди, которым выгодно инсценировать смерть или безвестное исчезновение (должники, преступники, перебежчики, агенты разведок) — также сознательно не выходят на связь, оставляют фальшивые улики преступления или несчастного случая, иногда такие деяния сопровождаются убийством и тщательным сокрытием трупа одинокого человека, чьими документами лицо намерено завладеть с целью смены личности;
- охотники, рыбаки, грибники, собиратели ягод, пропавшие в безлюдной местности — чаще всего погибают, но иногда выживают (бывает, с серьёзными травмами) и не могут выйти на связь по причине её недоступности.

Погибшие, факт смерти которых не наблюдался или тело не может быть обнаружено или идентифицировано:
- утопленники, тела которых унесены течением и не обнаружены;
- люди, погибшие в местах, куда исключён или затруднён доступ (подвалы, лифтовые шахты, электрощитовые, коллекторы городских коммуникаций) или в доступных местах, но где пропавшего человека никто не ожидает обнаружить (в подсобном помещении, между гаражей, внутри обшивки корабля и т. п.);
- люди, совершившие самоубийство в неизвестном для других месте;
- жертвы крупных хищных животных (медведей, крокодилов, тигров, акул), способных оставить от жертвы только трудноидентифицируемые останки (кости) или полностью съесть жертву;
- люди, погибшие под снегом (при сходе лавины или в сильную метель) или под завалами (тела таких людей могут потом быть случайно вывезены строительной или уборочной техникой, что ещё сильнее затрудняет поиски);
- люди, попавшие в технологическое оборудование (чаще всего в горнодобывающей промышленности), тела которых были раздроблены и унесены технологическим транспортом на склад готовой продукции или в отвалы. Так как перегрузка продукции горных предприятий осуществляется крупными машинами или механизмами, зачастую управляемыми дистанционно, тело или его фрагменты могут быть не замеченными, а при последующей переработке (например, на металлургических заводах) тело может быть окончательно уничтожено;
- люди, погибшие на сильных пожарах, когда тело полностью сгорает и обнаружение или опознание останков становится невозможным (например, МВД и МЧС России предполагали, что часть тел в разрушенных домах при катастрофе Ан-124 в Иркутске могли сгореть до пепла);
- жертвы ракетных, артиллерийских обстрелов или авиационных бомбардировок, с применением сверхтяжелых (фугасных, зажигательных или объёмного взрыва) боеприпасов, или же оружия массового поражения.

Криминальные причины:
- жертвы убийств и похищений[1].
- проданные в рабство, в том числе сексуальное.

Особую категорию составляют люди, пропавшие бесследно «по неустановленным причинам», или в результате природных, физических или иных явлений, не поддающихся объяснению современной наукой.
Существует ряд признаков, дающих основание полагать, что разыскиваемый стал жертвой преступления:
1. Отсутствие данных о намерении человека уехать и причин для сокрытия от близких своего отъезда, ухода из дома на длительное время, смены жилища.
2. Отсутствие заболевания, которое может обусловить скоропостижную смерть, потерю памяти, ориентирования во времени и пространстве.
3. Наличие по месту жительства или работы пропавшего личных документов, вещей (одежды) и денежных средств, без которых он не может обойтись в случае длительного отсутствия, наличие у пропавшего денежных средств или других ценностей, которые могли привлечь внимание преступников.
4. Наличие длительных или острых конфликтов в семье.
5. Безвестное отсутствие малолетнего (до 14 лет) или несовершеннолетнего (до 18 лет) лица.
6. Наличие преступных связей, угроз в адрес исчезнувшего лица, противоречивые объяснения и нелогичное поведение тех, кто контактировал с ним перед исчезновением.
7. Наличие в жилище, салоне автомашины, рабочем помещении или ином месте следов, свидетельствующих о возможном совершении преступления.
8. Наличие объяснений опрошенных лиц, указывающих на возможное совершение преступления.
9. Несообщение об исчезновении человека в правоохранительные органы лицами, которые в силу родственных или иных отношений должны были это сделать, беспричинно запоздалое или несвоевременное заявление.
10. Внезапный ремонт квартиры, где проживал (временно находился) пропавший, или помещения, из которого он исчез.
11. Поспешное решение членами семьи пропавшего и (или) другими лицами различных вопросов, которые можно решать только при уверенности, что пропавший не возвратится (обращение в свою пользу сбережений, переоформление собственности, имущества пропавшего, вступление в сожительство с другим лицом и т. п.).
12. Исчезновение с автотранспортом.
13. Исчезновение, связанное с отторжением собственности (в том числе недвижимой), обменом жилой площади.
14. Исчезновение несовершеннолетних, а также женщин, при следовании по безлюдной или малолюдной местности, особенно в вечернее или ночное время.
15. Безвестное отсутствие беременной женщины.
16. Исчезновение сотрудников правоохранительных органов[3], силовых структур.
17. Наличие сведений о преступной деятельности и преступных связях пропавшего.
18. Исчезновение женщин, занимающихся проституцией или иными видами сексуальных услуг[4].

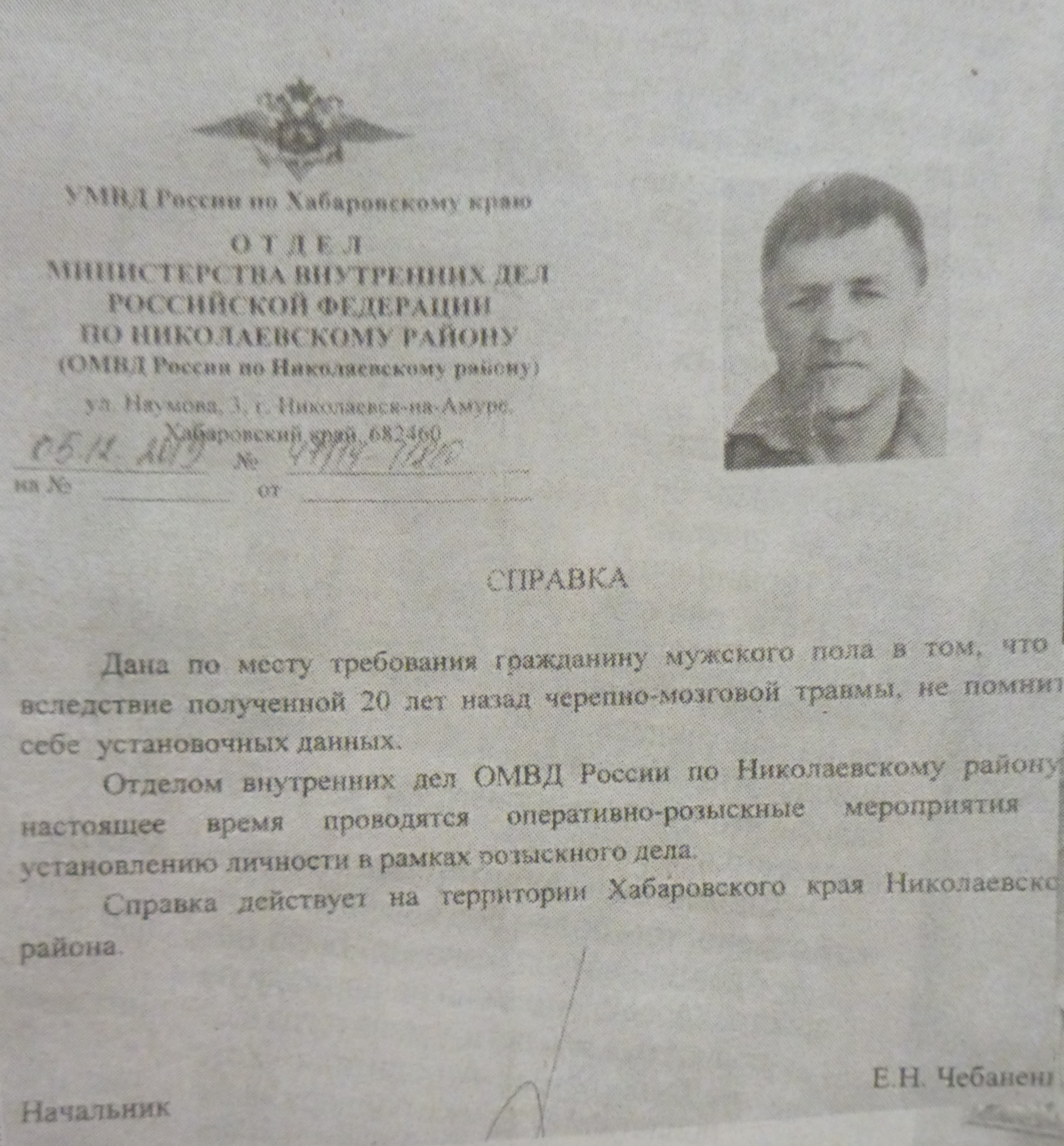
Справка Управления МВД России, удостоверяющая личность гражданина мужского пола, который не может назвать свою личность. 2019 год

В современной России ежегодно пропадает без вести около 70 000 человек. При этом в течение первых месяцев находятся до 80 % пропавших взрослых и 90 % детей. Однако в 1996—2011 годах пропали и не были найдены свыше 100 000 человек. На протяжении нескольких лет перед 2008 годом ежегодно резко увеличивалось число людей, находящихся в розыске.

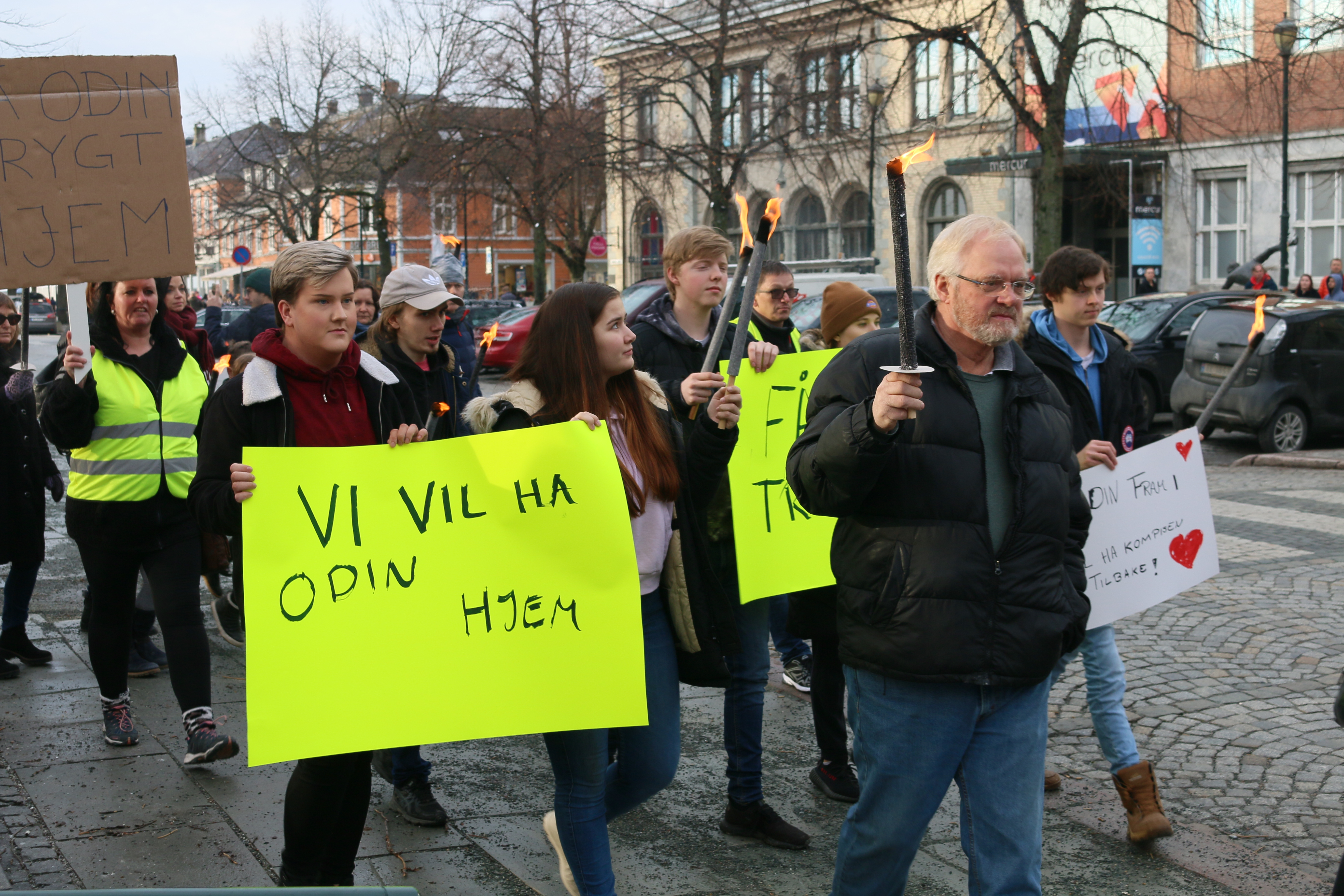
Демонстрация 23 февраля 2019 года в Трондхайме (Норвегия) с призывами предпринять дополнительные усилия для поиска мальчика Одина Якобсена, пропавшего 18 ноября 2018 года. На плакате написано «Мы хотим, чтобы Один вернулся домой».

## Розыск пропавших без вести
После того как правоохранительные органы принимают заявление о пропаже человека, они могут возбудить либо розыскное дело, либо уголовное дело по статье «убийство» (при наличии вышеуказанных признаков). Утверждения о принятии заявления правоохранительными органами спустя 72 часа после пропажи человека является мифом. Напротив, немедленные подача заявления и начало розыскных мероприятий позволяют использовать первые, самые результативные часы после пропажи человека. Подать заявление может любой человек, родственник или знакомый пропавшего, по месту пропажи или месту жительства (или в любое отделение, но это зачастую удлиняет срок начала розыскных мероприятий), при наличии любых признаков пропажи (задержка возвращения домой, недоступность мобильного телефона, невыход на точку встречи при походе в лес).
Правоохранительные органы изучают телефонограммы, пришедшие из больниц и моргов, сверяют данные пропавших, сверяются со сведениями обо всех задержанных лицах и лицах, находящихся в вытрезвителях.

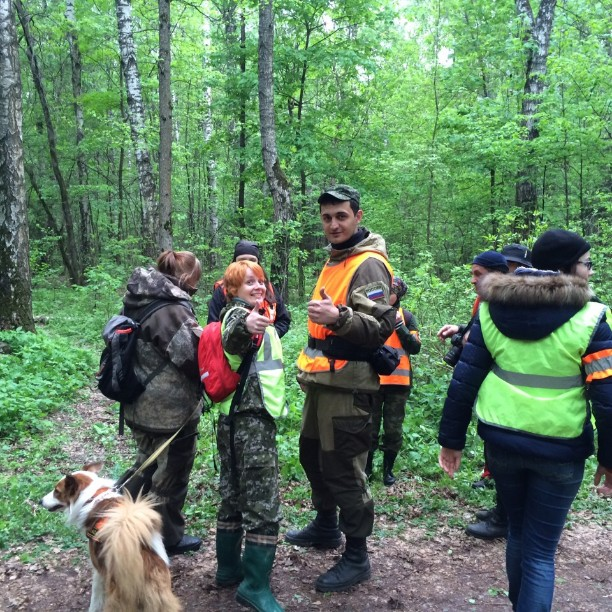
Волонтёры «Лиза Алерт» ищут пропавшего в лесу.

Если пропал грибник, то должен прочёсываться тот лесной массив, который, по словам родных, он обычно посещал. Если пропал неблагополучный подросток, то должны быть опрошены его знакомые, с которыми он обычно проводил время.
Если человек пропал во время нахождения в месте работы, то розыскные мероприятия сначала проводит администрация предприятия (учреждения). На предприятиях, где установлен пропускной режим, факт невыхода человека с места работы в установленное время должен фиксироваться и незамедлительно должны начинаться мероприятия по определению местонахождения этого лица. В случае, если пропавший работник не обнаруживается на территории предприятия, информация должна быть незамедлительно передана в правоохранительные органы.
В России если через три месяца пропавший не обнаружен, то он должен быть объявлен в федеральный розыск, то есть данные о нём передаются в общероссийскую базу данных. Если где-либо в больницу поступил неизвестный больной или задержан гражданин без документов, то антропометрические данные пациента и отпечатки пальцев задержанного должны попасть в общероссийскую базу данных и могут быть сверены с информацией о пропавших без вести. То же должно произойти и при обнаружении неопознанного трупа.
Часто для розыска пропавших используются объявления в общественных местах, в прессе, на телевидении, а в последнее время — также объявления в Интернете (включая социальные сети), массово рассылаемые электронные письма.
Помимо официальных органов, существуют также волонтёрские поисково-спасательные организации, занимающиеся поиском людей на добровольной основе, такие как «Лиза Алерт» и «Экстремум» в России.

## Международное гуманитарное право
Международное гуманитарное право регулирует положения, связанные с пропавшими без вести людьми. Хотя большая часть положений международного гуманитарного права направлена на предотвращение исчезновения людей во время вооружённых конфликтов, некоторые её части касаются также людей, пропавших в мирное время.
В частности, согласно статье 32 Дополнительного протокола к Женевским конвенциям от 12 августа 1949 года, касающийся защиты жертв международных вооружённых конфликтов (Протокол I). Женева, 8 июня 1977 года (далее — ДПI), семьи имеют право на получение информации о судьбе пропавших без вести родственников; стороны, участвующие в вооружённом конфликте, должны организовать розыск лиц, информацию о которых предоставляет противная сторона (ДПI ст. 33). Стороны конфликта, должны также поддерживать деятельность организаций, которые занимаются решением этих проблем (ДПI ст. 26) и обмениваться информацией о точном местонахождении захоронений погибших и описаниями погребённых в них тел (ДПI ст. 34).